# U Jezera
U Jezera je přírodní rezervace nacházející se v katastrálním území Mohelno, přibližně jeden kilometr jihozápadně od městyse Mohelno v okrese Třebíč. Oblast spravuje Krajský úřad Kraje Vysočina.
Předmětem ochrany je komplex prudkých svahů nad řeknou Jihlavou s biotopy skalní vegetace s kostřavou sivou, vegetace skal, úzkolistými suchými trávníky a acidofilními stepními trávníky a hercynskými dubohabřinami s výskytem významných druhů rostlin a živočichů; populace přástevníka kostivalového (Euplagia quadripunctaria), sleziníku hadcového (Asplenium cuneifolium), pryšce sivého menšího (Euphorbia seguieriana subsp. minor), ještěrky zelené (Lacerta viridis) a předměty ochrany, pro které byla lokalita vyhlášena za evropsky významnou lokalitu. 
Přírodní rezervace je součástí evropsky významné lokality Údolí Jihlavy. 

## Geologie
Podloží je tvořeno převážně mohelenským hadcovým masivem, který je lokálně obnažen. Místy se nachází pohyblivá suť. 

## Flóra
Bylinný podrost je tvořen smělkem štíhlým (Koeleria macrantha), kostřavou (Festuca pallens) (Festuca ovina), šťovíkem menším (Rumex acetosella), tolitou lékařskou (Vincetoxicum hirundinaria), lnicí kručinkolistou (Linaria genistifolia), ožankou kalamandrou (Teucrium transsilvanica), strdivkou sedmihradskou (Melica transsilvanica), ojediněle i kručinkou chlupatou (Genista pilosa). 
Keřové porosty jsou řídké. Jsou v nich zastoupeny jeřáb ptačí (Sorbus aucuparia) a ptačí zob obecný (Ligustrum vulgare). 
Z dřevin je dominantně zastoupen dub zimní (Quercus petraea) a na sušších místech je přimíšena borovice lesní (Pinus sylvestris). V západní části přírodní rezervace je borovice zastoupena hojněji. 

## Fauna
V přírodní rezervaci je zastoupeno společenstvo rovnokřídlých, které je druhově pestré a odráží lesní charakter území kombinovaný xerotermním bezlesím. Za velmi cenný je považován výskyt saranče vlašského (Calliptamus italicus). Bohatě jsou zastoupeni také denní motýli a vřetenušky. Podle oznámení návrhu na vyhlášení přírodní rezervace U Jezera jich je na 32 druhů. Díky otevřeným plochám a stepním fragmentům, jako jsou skalní výchozy, široké lesní cesty a jejich náspy, suché paseky, se v přírodní rezervaci vyskytují ohrožené druhy motýlů světlých lesů. 
Ze zástupců brouků může návštěvník spatřit roháče obecného nebo krasce měďáka. Některé druhy významných brouků byly nalezeny v okolí přírodní rezervace. Jejich výskyt proto nelze vyloučit ani v chráněném území. Jsou to například zlatohlávek skvostný, Enedreytes sepicola, Anisoxy fuscula, Tilloidea unifasciata, Dicronychus rubripes, Quasimus minutissimus. 